# Kaestlea beddomii
Kaestlea beddomii — вид сцинкоподібних ящірок родини сцинкових (Scincidae). Ендемік Індії. Вид названий на честь британського герпетолога Річарда Генрі Беддоума.

## Поширення і екологія
Kaestlea beddomii мешкають в Західних Гатах на південному заході Індії, зокрема в горах Нілґірі, в заповіднику Агумбе та в національному парку Мудумалай. Вони живуть у вічнозелених гірських лісах, серед густого шару опалого листя, поблизу джерел води. Зустрічаються на висоті від 700 до 2000 м над рівнем моря.